# Кудлай, Алексей Леонидович
Алексей Леонидович Кудлай (род. 30 марта 1951, Москва, РСФСР, СССР) — советский и российский художник, реставратор, иконописец, самоучка.

## Биография
Родился в 1951 году в Москве. Дед художника — работник морского флота, капитан на судах Мурманского морского пароходства, Почетный полярник Алексей Терентьевич Кудлай (22.08.1906-23.07.1978), именем которого назван теплоход усиленного ледового класса. Отец также был моряком, затем работал за границей. Детство провел в Москве, проживая на Ленинском проспекте. Специального образования в области изобразительного искусства не получал. В юности был берейтором на столичном ипподроме.
В 1970-х работал реставратором и подрабатывал продажей икон. По рекомендации коллекционера, известного собирателя иконописи Е. А. Терлецкого, познакомился с книгой Владимира Солоухина «Славянская тетрадь», и в 1974 году изготовил свою первую икону. В 1977 году вступил в Московский горком художников-графиков.

В 1970-х — 1980-х годах основным промыслом художника было изготовление подделок русских икон «под XIX век»:
Тогда было много заказов от контрабандистов на иконы Георгия Победоносца, и я решил восполнить их отсутствие на рынке, написав за две недели 5 или 6 икон этого сюжета. Мой друг отнес их в одно африканское посольство, где за них заплатили приличную сумму. В 1976-м я написал наконец Георгия, за которого мне не стыдно и сейчас. В те годы я не мудрствовал лукаво, а просто мастерил подделки — «новоделы», идя по стопам иконников конца прошлого века. Случались и казусы. В 1978 году я удачно скопировал древний образ «Чуда о Флоре и Лавре», но совершил технологическую ошибку. При проглаживании паволоки с левкасом край горячего утюга впечатался в свежий левкас. И уже после продажи этой иконы разразился скандал — хорошо, что я не успел еще истратить полученные за нее деньги. Но, как правило, мои подделки проходили «как старые», ведь я очень серьезно относился к их созданию, прошел очень длинный путь проб и ошибок. Я, как и мастера прошлого, храню секреты своих технологий на замке. Это мой хлеб.
Николай Задорожный — директор частного Музея русской иконы, основанного меценатом Михаилом Абрамовым, вспоминал:
Есть, например, Алексей Кудлай — он делал подделки под XIX век и продавал в 1970-х годах африканским дипломатам. И он на всякий случай хитрой вязью писал: «сей образ написан отроком Алексеем в назидание проклятым басурманам». При неприятном стечении обстоятельств он всегда мог сказать, что и не пытался никого обмануть.
Однако, в отличие от многих копиистов и имитаторов, Кудлаю удалось выработать собственную узнаваемую манеру иконописи, хотя и не всегда стилистически безупречную и довольно часто критикуемую. Тщательно готовясь к работе, он сам ищет в реках камни-красители, сам растирает их для письма, сам вываривает и высушивает доски из липы, сшивает их в традициях ХVI — ХVII веков, сам изготовляет басму — серебряную пластинку, накатанную на орнамент. Часто художник использовал для письма и настоящую старую основу. В числе атрибутов авторства Кудлая также отмечается, так называемый «ломанный левкас» (имитация утраты части покрытия).
В 1990-е годы творчество Кудлая получает официальное признание. Его 1-я персональная выставка состоялась в марте 1992 года в Фотоцентре на Гоголевском бульваре в Москве. В декабре 1993 года — в Центральном Доме Художника, в феврале 1994 года — в галерее «Арт-Пикчерз» на Фрунзенской набережной в Москве. В 1992—1994 годах активно участвовал в нескольких групповых выставках в Москве, Ярославле и Вашингтоне (США). Выходит несколько каталогов художника. Его иконы находятся в многочисленных частных собраниях в России и за рубежом.
В 2017 году часть работ иконописца экспонировалась в Музее русской иконы в Москве.

## Семья
Внук Алексея Терентьевича Кудлая — известного советского флотоводца, полярника, участника союзного конвоя PQ-16.
Отец — Кудлай Леонид Алексеевич, мать — Матезен Зоя Александровна. Брат Александр — философ, поэт, переводчик, мастер восточных единоборств, проживает в США.
Жена Колобашкина Светлана Юрьевна (род. 1958). Дочь Мария (род.1977).